# Seleção Azeri de Rugby Union
A Seleção Azeri de Rugby Union é a equipe que representa o Azerbaijão em competições internacionais de Rugby Union.

## Ligações Externas
- http://www.rugby.az
- http://rugbydata.com/azerbaijan